# Villarzel-du-Razès
Pour les articles homonymes, voir Villarzel (homonymie).
Villarzel-du-Razès  (en Occitan, Vilarzèl de Rasés) est une commune française, située dans le nord-ouest du département de l'Aude en région Occitanie.
Sur le plan historique et culturel, la commune fait partie du Carcassès, un pays centré sur la ville de Carcassonne, entre les prémices du Massif central et les contreforts pyrénéens. Exposée à un climat méditerranéen, elle est drainée par le Rec Grand, le ruisseau de la Caune, le ruisseau de la Rivairolle et par divers autres petits cours d'eau. La commune possède un patrimoine naturel remarquable : un site Natura 2000 (le « massif de la Malepère ») et une zone naturelle d'intérêt écologique, faunistique et floristique.
Villarzel-du-Razès est une commune rurale qui compte 95 habitants en 2022, après avoir connu un pic de population de 393 habitants en 1856. Elle fait partie de l'aire d'attraction de Carcassonne. Ses habitants sont appelés les Villarzelois ou  Villarzeloises.
Le patrimoine architectural de la commune comprend un immeuble protégé au titre des monuments historiques : le château de Villarzel, inscrit en 2006.

## Géographie
Villarzel-du-Razès s'élève en amphithéâtre sur une colline entourée de montagnes boisées, au bas du versant méridional de la Malepère.
Il est dominé par la masse imposante de l'ancien château seigneurial, d'un aspect pittoresque. De la terrasse du château on jouit d'un coup d'œil sur la chaîne des Pyrénées précédées des différents plans des collines du Razès.

### Communes limitrophes
Les communes limitrophes sont  Alairac, Brugairolles, Malviès, Montclar, Montréal et Saint-Martin-de-Villereglan.
| Montréal     | Alairac            |                             |
| Brugairolles | Villarzel-du-Razès | Montclar                    |
|              | Malviès            | Saint-Martin-de-Villereglan |

### Hydrographie
La commune est dans la région hydrographique « Côtiers méditerranéens », au sein du bassin hydrographique Rhône-Méditerranée-Corse. Elle est drainée par le Rec Grand, le ruisseau de la Caune, le ruisseau de la Rivairolle, le Rec Grand, le ruisseau de Granet, le ruisseau de Massagnères, le ruisseau de Saint-Blaise, le ruisseau de Téoulat et le ruisseau du Bessou, qui constituent un réseau hydrographique de 16 km de longueur totale,.

### Climat
Pour des articles plus généraux, voir Climat de l'Occitanie et Climat de l'Aude.
En 2010, le climat de la commune est de type climat méditerranéen altéré, selon une étude s'appuyant sur une série de données couvrant la période 1971-2000. En 2020, Météo-France publie une typologie des climats de la France métropolitaine dans laquelle la commune est exposée à un climat océanique altéré et est dans la région climatique Aquitaine, Gascogne, caractérisée par une pluviométrie abondante au printemps, modérée en automne, un faible ensoleillement au printemps, un été chaud (19,5 °C), des vents faibles, des brouillards fréquents en automne et en hiver et des orages fréquents en été (15 à 20 jours).
Pour la période 1971-2000, la température annuelle moyenne est de 12,9 °C, avec une amplitude thermique annuelle de 15,4 °C. Le cumul annuel moyen de précipitations est de 812 mm, avec 10,7 jours de précipitations en janvier et 5,5 jours en juillet. Pour la période 1991-2020, la température moyenne annuelle observée sur la station météorologique la plus proche, située sur la commune de Limoux à 9 km à vol d'oiseau, est de 13,6 °C et le cumul annuel moyen de précipitations est de 666,0 mm,. Pour l'avenir, les paramètres climatiques de la commune estimés pour 2050 selon différents scénarios d’émission de gaz à effet de serre sont consultables sur un site dédié publié par Météo-France en novembre 2022.

### Milieux naturels et biodiversité

#### Réseau Natura 2000

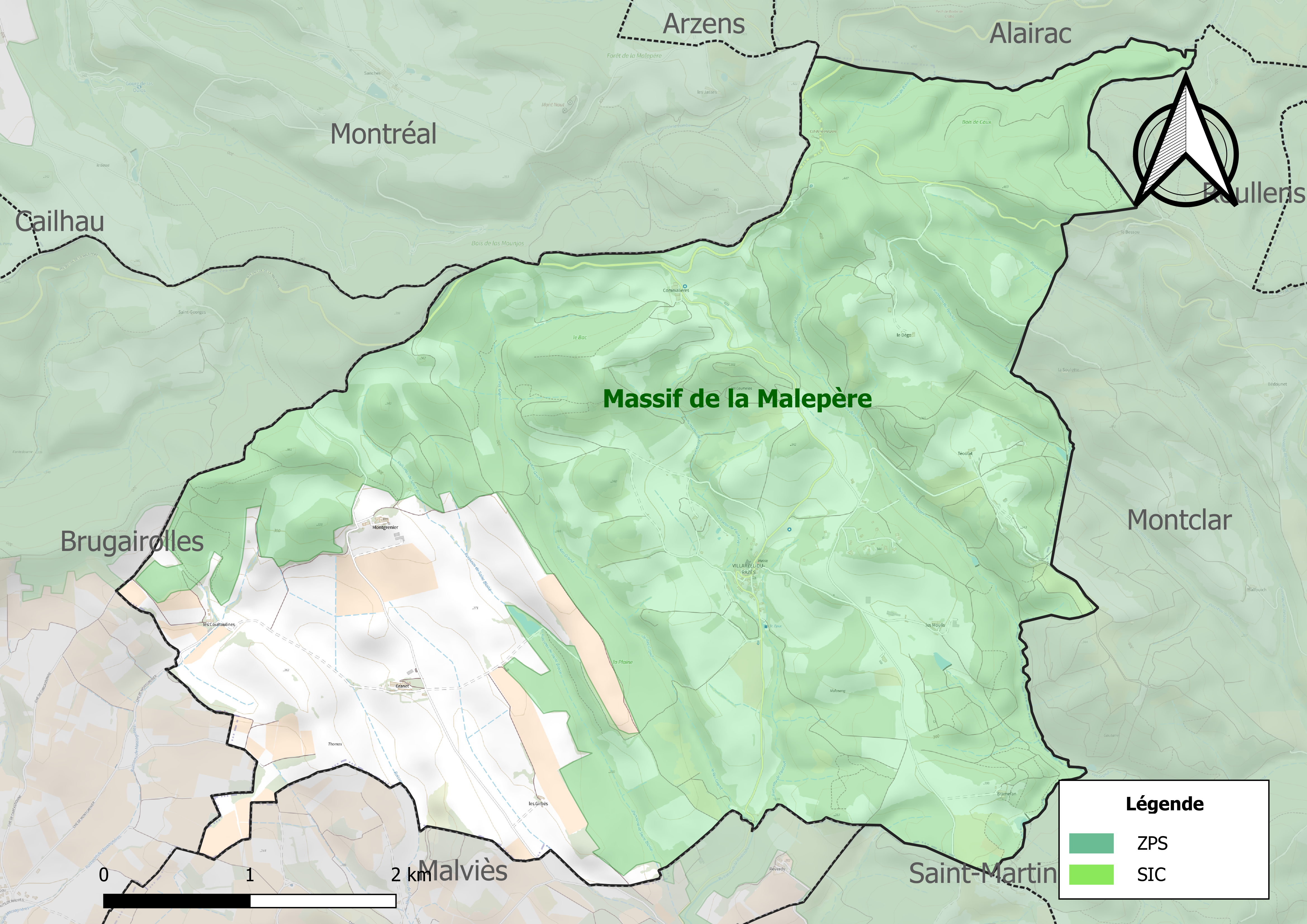
Site Natura 2000 sur le territoire communal.

Le réseau Natura 2000 est un réseau écologique européen de sites naturels d'intérêt écologique élaboré à partir des directives habitats et oiseaux, constitué de zones spéciales de conservation (ZSC) et de zones de protection spéciale (ZPS).
Un site Natura 2000 a été défini sur la commune au titre de la directive habitats : le « massif de la Malepère », d'une superficie de 6 158 ha, un site boisé présentant un intérêt biogéographique vu sa position intermédiaire sous les influences des climats méditerranéen et atlantique. De nombreuses espèces sont en limite d'aire. Il s'agit d'un site important pour des chauves-souris d'intérêt communautaire avec six espèces présentes : le Grand Rhinolophe, le Petit Rhinolophe, le Murin à oreilles échancrées, le Rhinolophe euryale, le Minioptère de Schreibers et la Barbastelle.

#### Zones naturelles d'intérêt écologique, faunistique et floristique

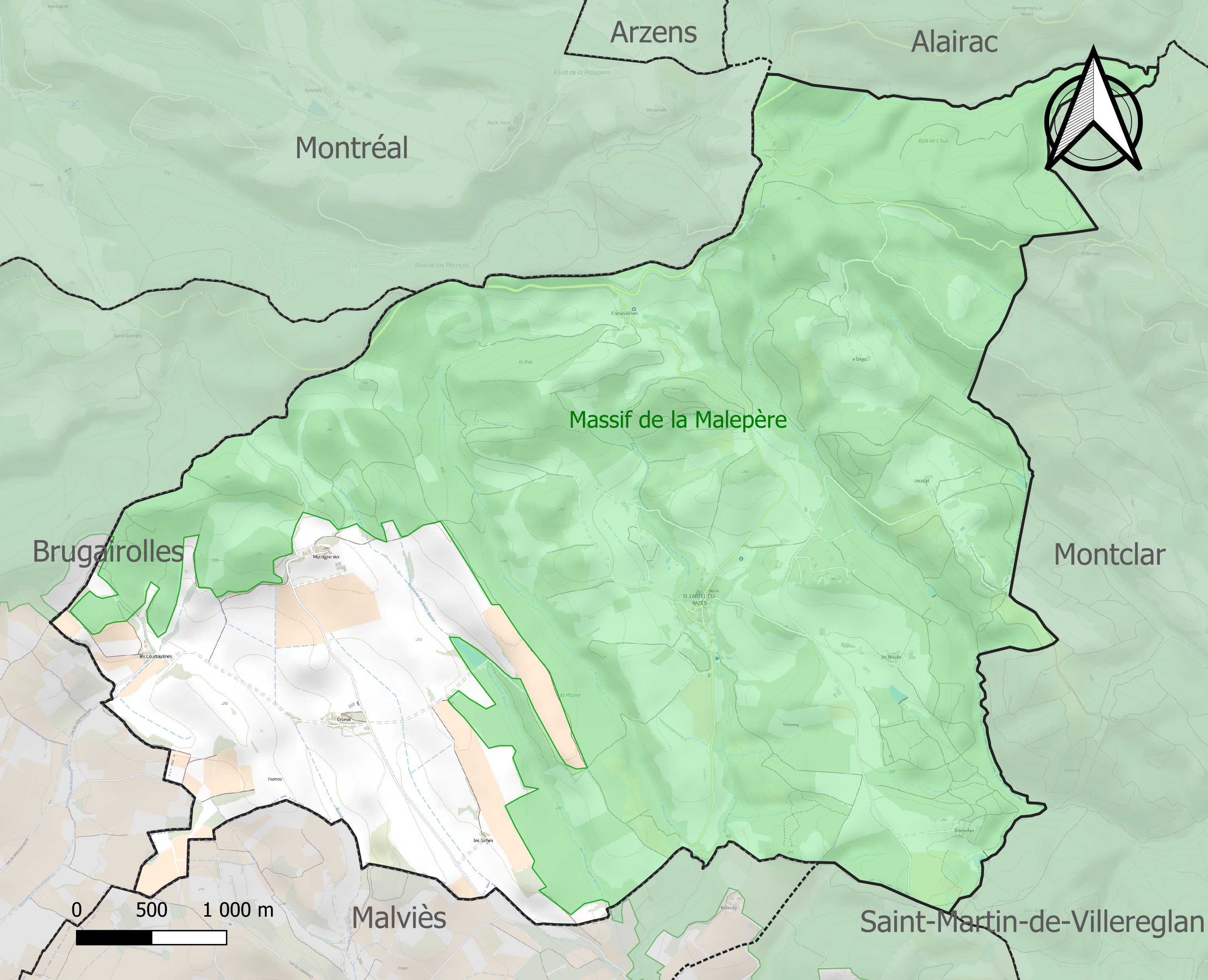
Carte de la ZNIEFF de type 1 localisée sur la commune.

L’inventaire des zones naturelles d'intérêt écologique, faunistique et floristique (ZNIEFF) a pour objectif de réaliser une couverture des zones les plus intéressantes sur le plan écologique, essentiellement dans la perspective d’améliorer la connaissance du patrimoine naturel national et de fournir aux différents décideurs un outil d’aide à la prise en compte de l’environnement dans l’aménagement du territoire.
Une ZNIEFF de type 1 est recensée sur la commune :
le « massif de la Malepère » (5 883 ha), couvrant 14 communes du département.

## Urbanisme

### Typologie
Au 1er janvier 2024, Villarzel-du-Razès est catégorisée commune rurale à habitat très dispersé, selon la nouvelle grille communale de densité à 7 niveaux définie par l'Insee en 2022.
Elle est située hors unité urbaine. Par ailleurs la commune fait partie de l'aire d'attraction de Carcassonne, dont elle est une commune de la couronne,. Cette aire, qui regroupe 115 communes, est catégorisée dans les aires de 50 000 à moins de 200 000 habitants,.

### Occupation des sols
L'occupation des sols de la commune, telle qu'elle ressort de la base de données européenne d’occupation biophysique des sols Corine Land Cover (CLC), est marquée par l'importance des territoires agricoles (54,8 % en 2018), une proportion sensiblement équivalente à celle de 1990 (55,3 %). La répartition détaillée en 2018 est la suivante : 
forêts (45,2 %), zones agricoles hétérogènes (15,7 %), prairies (13,4 %), cultures permanentes (13,1 %), terres arables (12,6 %). L'évolution de l’occupation des sols de la commune et de ses infrastructures peut être observée sur les différentes représentations cartographiques du territoire : la carte de Cassini (XVIIIe siècle), la carte d'état-major (1820-1866) et les cartes ou photos aériennes de l'IGN pour la période actuelle (1950 à aujourd'hui).

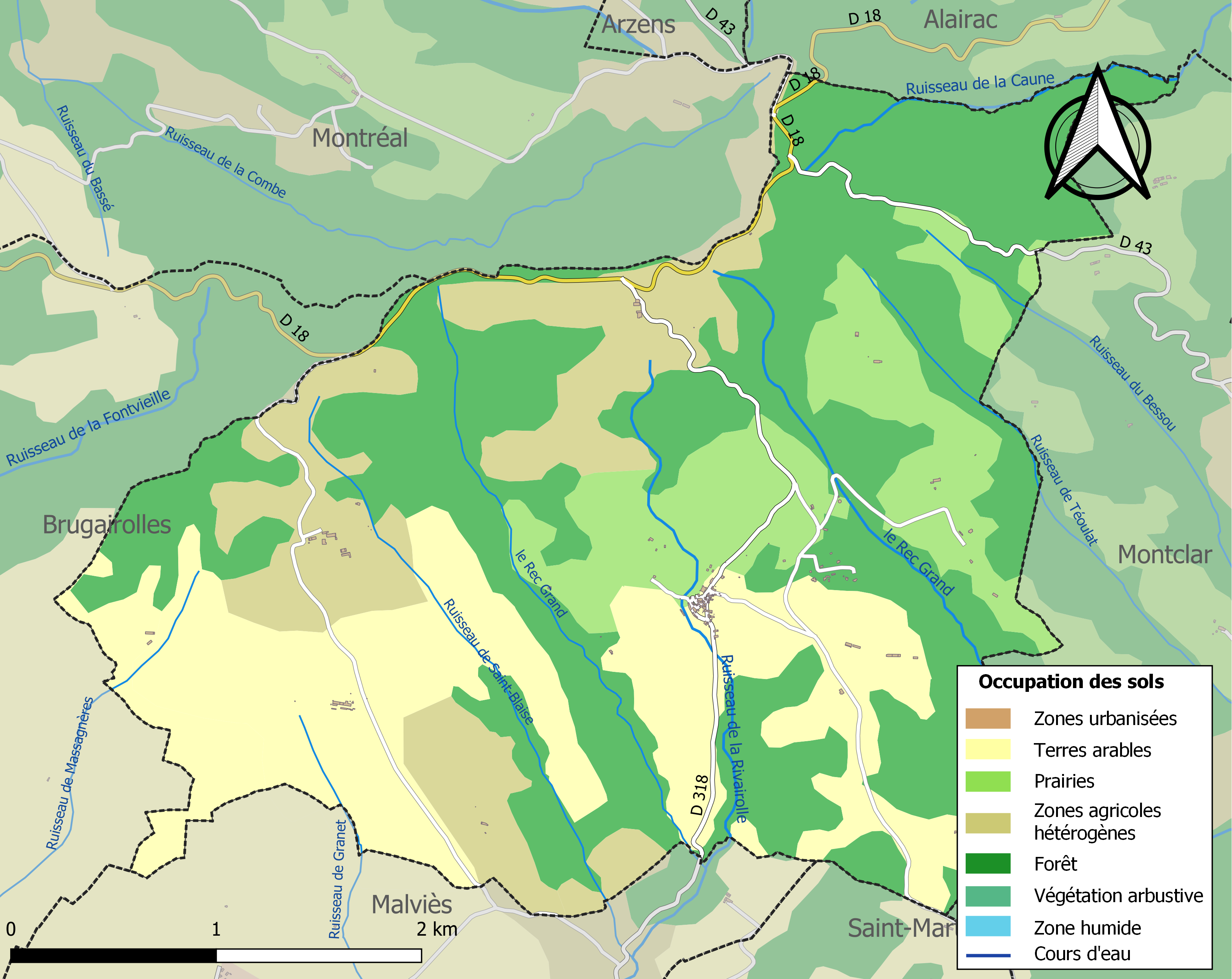
Carte des infrastructures et de l'occupation des sols de la commune en 2018 (CLC).

### Risques majeurs
Le territoire de la commune de Villarzel-du-Razès est vulnérable à différents aléas naturels : météorologiques (tempête, orage, neige, grand froid, canicule ou sécheresse), feux de forêts et séisme (sismicité faible). Un site publié par le BRGM permet d'évaluer simplement et rapidement les risques d'un bien localisé soit par son adresse soit par le numéro de sa parcelle.

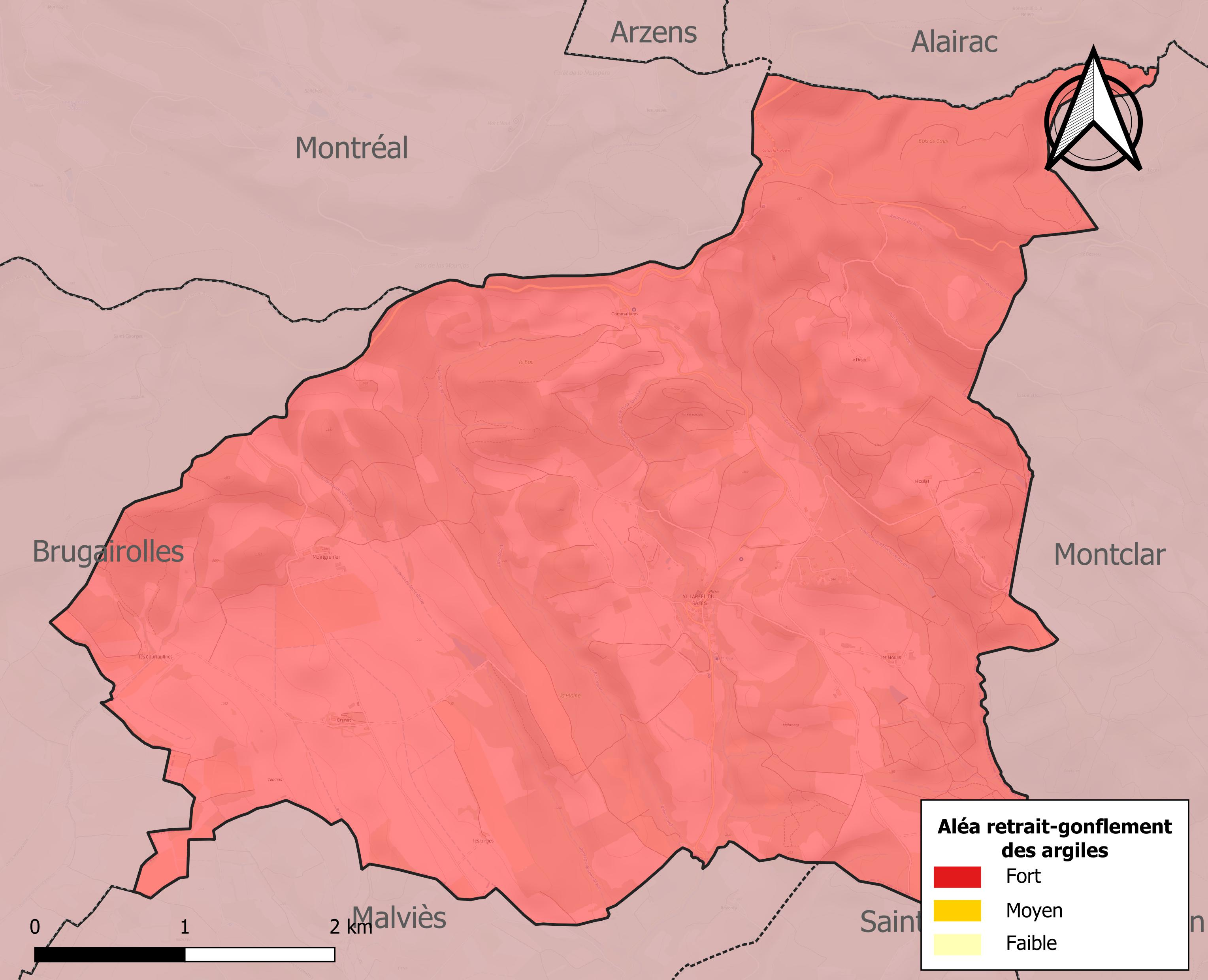
Carte des zones d'aléa retrait-gonflement des sols argileux de Villarzel-du-Razès.

Le retrait-gonflement des sols argileux est susceptible d'engendrer des dommages importants aux bâtiments en cas d’alternance de périodes de sécheresse et de pluie. La totalité de la commune est en aléa moyen ou fort (75,2 % au niveau départemental et 48,5 % au niveau national). Sur les 79 bâtiments dénombrés sur la commune en 2019, 79 sont en aléa moyen ou fort, soit 100 %, à comparer aux 94 % au niveau départemental et 54 % au niveau national. Une cartographie de l'exposition du territoire national au retrait gonflement des sols argileux est disponible sur le site du BRGM,.

## Histoire
Le château et la terre de Villarzel-du-Razès furent donnés en 1212, par Simon de Montfort à Philippe Golloinh. Cette possession fut longtemps disputée par Guillaume Pétri de Villarzel et sa sœur Gaillarde de Fanjeaux, comme faisant partie de l'héritage de Pierre Bernard, leur oncle, et de Guillaume Petri, leur père. Une transaction fut passée en 1263, par la médiation et le jugement rendu par Raymond Trencavel, vicomte de Carcassonne. Jusqu'en 1790, la Justice était rendue par la Châtellerie de Montréal.

## Politique et administration

### Liste des maires
| Période                                  | Période | Identité        | Étiquette | Qualité |
| ---------------------------------------- | ------- | --------------- | --------- | ------- |
| mars 2001                                | 2014    | Didier Falandry |           |         |
| Les données manquantes sont à compléter. |         |                 |           |         |

## Démographie
L'évolution du nombre d'habitants est connue à travers les recensements de la population effectués dans la commune depuis 1793. Pour les communes de moins de 10 000 habitants, une enquête de recensement portant sur toute la population est réalisée tous les cinq ans, les populations de référence des années intermédiaires étant quant à elles estimées par interpolation ou extrapolation. Pour la commune, le premier recensement exhaustif entrant dans le cadre du nouveau dispositif a été réalisé en 2008.

En 2022, la commune comptait 95 habitants, en évolution de −12,84 % par rapport à 2016 (Aude : +2,65 %, France hors Mayotte : +2,11 %).
| 1793 | 1800 | 1806 | 1821 | 1831 | 1836 | 1841 | 1846 | 1851 |
| ---- | ---- | ---- | ---- | ---- | ---- | ---- | ---- | ---- |
| 223  | 273  | 343  | 337  | 366  | 341  | 360  | 371  | 384  |

| 1856 | 1861 | 1866 | 1872 | 1876 | 1881 | 1886 | 1891 | 1896 |
| ---- | ---- | ---- | ---- | ---- | ---- | ---- | ---- | ---- |
| 393  | 356  | 315  | 301  | 309  | 319  | 346  | 335  | 330  |

| 1901 | 1906 | 1911 | 1921 | 1926 | 1931 | 1936 | 1946 | 1954 |
| ---- | ---- | ---- | ---- | ---- | ---- | ---- | ---- | ---- |
| 318  | 268  | 225  | 219  | 202  | 193  | 147  | 179  | 155  |

| 1962 | 1968 | 1975 | 1982 | 1990 | 1999 | 2006 | 2008 | 2013 |
| ---- | ---- | ---- | ---- | ---- | ---- | ---- | ---- | ---- |
| 123  | 120  | 108  | 109  | 89   | 91   | 89   | 89   | 107  |

| 2018 | 2022 | - | - | - | - | - | - | - |
| ---- | ---- | - | - | - | - | - | - | - |
| 98   | 95   | - | - | - | - | - | - | - |

## Économie

### Emploi
| Division       | 2008   | 2013   | 2018   |
| -------------- | ------ | ------ | ------ |
| Commune        | 9,5 %  | 11,9 % | 9,1 %  |
| Département    | 10,2 % | 12,8 % | 12,6 % |
| France entière | 8,3 %  | 10 %   | 10 %   |

En 2018, la population âgée de 15 à 64 ans s'élève à 55 personnes, parmi lesquelles on compte 76,4 % d'actifs (67,3 % ayant un emploi et 9,1 % de chômeurs) et 23,6 % d'inactifs,. En  2018, le taux de chômage communal (au sens du recensement) des 15-64 ans est inférieur à celui de la France et du département, alors qu'en 2008 il était supérieur à celui de la France.
La commune fait partie de la couronne de l'aire d'attraction de Carcassonne, du fait qu'au moins 15 % des actifs travaillent dans le pôle,. Elle compte 32 emplois en 2018, contre 33 en 2013 et 31 en 2008. Le nombre d'actifs ayant un emploi résidant dans la commune est de 38, soit un indicateur de concentration d'emploi de 83,4 % et un taux d'activité parmi les 15 ans ou plus de 51,2 %.
Sur ces 38 actifs de 15 ans ou plus ayant un emploi, 20 travaillent dans la commune, soit 53 % des habitants. Pour se rendre au travail, 65,8 % des habitants utilisent un véhicule personnel ou de fonction à quatre roues et 34,2 % n'ont pas besoin de transport (travail au domicile).

### Activités hors agriculture
15 établissements sont implantés  à Villarzel-du-Razès au 31 décembre 2019.
Le secteur de l'administration publique, l'enseignement, la santé humaine et l'action sociale est prépondérant sur la commune puisqu'il représente 33,3 % du nombre total d'établissements de la commune (5 sur les 15 entreprises implantées  à Villarzel-du-Razès), contre 13,2 % au niveau départemental.

### Agriculture
|               | 1988 | 2000 | 2010 | 2020 |
| ------------- | ---- | ---- | ---- | ---- |
| Exploitations | 14   | 8    | 8    | 6    |
| SAU (ha)      | 607  | 516  | 464  | 469  |

La commune est dans le Razès, une petite région agricole occupant l'ouest du département de l'Aude, également dénommée localement « Volvestre et Razès ». En 2020, l'orientation technico-économique de l'agriculture  sur la commune est la polyculture et/ou le polyélevage. Six exploitations agricoles ayant leur siège dans la commune sont dénombrées lors du recensement agricole de 2020 (14 en 1988). La superficie agricole utilisée est de 469 ha,,.

## Culture locale et patrimoine

### Lieux et monuments
- Château de Villarzel, château seigneurial, construit en briques posées a plat, vaste et bien conservé, est flanqué de trois tourelles aux angles du nord, du sud et de l'ouest.

On remarque quelques motifs de sculpture aux deux façades du sud et de l'est, à hauteur du premier étage.
On y accède par un perron conduisant à un escalier tournant en pierre, surmonté d'un dôme.
Grande cuisine, vastes appartements, on remarquera surtout la chambre du seigneur : l'encadrement intérieur de la porte et la cheminée sont ornementés de jusqu'en 1838 par les frères de La Pujade, derniers seigneurs de Villarzel, qui l'avaient divisé en deux, puis par la famille Azaubert, puis par M. Courtauly et aujourd'hui...
- L'église Saint-Saturnin de Villarzel-du-Razès, ancienne chapelle du château, est d'origine romane. Elle a été agrandie et restaurée au XIVe siècle. Curieux chapiteaux sculptés, joli clocher pyramidal, en brique, reposant sur la voûte de la Chapelle du Sud.

### Personnalités liées à la commune
- Ernest Gianesini (1922-2009) - maire de Villarzel-du-Razès durant plusieurs mandats et figure emblématique du village.
- Tony Cassius, artiste plasticien (peinture, sculpture).
- Georges Vasse, artiste musicien, auteur-compositeur-interprète, professeur de guitare. Ingénieur du son.

### Héraldique
| Blason de Villarzel-du-Razès | Blason  | De sinople à une tierce d'argent.                |
| Blason de Villarzel-du-Razès | Détails | Le statut officiel du blason reste à déterminer. |